# Bodtjärnen (Njurunda socken, Medelpad)
Bodtjärnen är en sjö i Sundsvalls kommun i Medelpad och ingår i Ljungans huvudavrinningsområde. Sjön har en area på 0,283 kvadratkilometer och ligger 38,3 meter över havet.

## Delavrinningsområde
Bodtjärnen ingår i det delavrinningsområde (690580-157746) som SMHI kallar för Utloppet av Bodtjärnen. Medelhöjden är 81 meter över havet och ytan är 4,96 kvadratkilometer. Det finns inga avrinningsområden uppströms utan avrinningsområdet är högsta punkten. Vattendraget som avvattnar avrinningsområdet har biflödesordning 3, vilket innebär att vattnet flödar genom totalt 3 vattendrag innan det når havet efter 9 kilometer. Avrinningsområdet består mestadels av skog (73 procent). Avrinningsområdet har 0,28 kvadratkilometer vattenytor vilket ger det en sjöprocent på 5,7 procent.